# Pinus praetermissa
Pinus praetermissa là một loài thực vật hạt trần trong họ Thông. Loài này được Styles & McVaugh miêu tả khoa học đầu tiên năm 1990.